# Agree to disagree
Agree to disagree is een Engelstalige uitdrukking die letterlijk "overeenkomen om geen overeenstemming te hebben" betekent. 
Het is een internationaal gebruikte uitdrukking voor een discussieresultaat, of  onderhandelingsresultaat, waarbij in redelijk overleg wordt vastgesteld wat de verschillen van opvatting zijn. Door een positief element (namelijk: overeenkomen) aan te brengen wordt getracht de verhoudingen tussen partijen goed te houden, of althans te stabiliseren.
De uitdrukking is in 1770 voor het eerst in een gedrukte publicatie gebruikt door de predikant John Wesley, in een in memoriam dat hij schreef bij het overlijden van zijn vriend George Whitefield, eveneens predikant. Beiden waren het fundamenteel oneens over de predestinatie.